# يوسف خان (ممثل هندي)
يوسف خان (مواليد القرن 20 - توفي 1985)، المعروف باسم زبيسكو، كان ممثلًا هنديًا معروفًا في أفلام اللغة الهندية. على الرغم من أن خان عمل في 35 فيلمًا مثل عمار أكبر أنتوني (1977) ومقدار كا سيكندر (1978)، وديسكو دانسر (1982)، إلا أنه يُذكر في الغالب لدوره في «Zebisko» الحارس الشخصي ل بارفين بابي 'حرف الصورة في مانموهان ديساي.

## حياته
ولد خان في مصر. ذهب إلى بومباي وأصبح ممثل بوليوود. وهو والد ممثل بوليوود فراز خان.
توفي في حيدر آباد عام 1985 بسبب نزيف في المخ.

## روابط خارجية
- Yusuf Khan في قاعدة بيانات الأفلام على الإنترنت